# Gedenksteen Andries Joustra
De gedenksteen van Andries Joustra is een ingemetselde gedenksteen in de muur van de Martinikerk in Oosterend, in de Nederlandse gemeente Súdwest-Fryslân. Het is een monument voor de verzetsman Andries Joustra die op 22 augustus 1944 om 20:15 door de bezetter is gefusilleerd. Het monument is ontworpen door Auke Hellinga.

## Geschiedenis
Andries Joustra werd geboren op 13 oktober 1919 in Oosterend. Hij was een landarbeider en streed in 1940 mee aan de Grebbelinie. Na de capitulatie keerde hij terug naar Friesland waar hij deelnam aan het verzet. Hij verspreidde illegale pamfletten, zoals Vrij Nederland, hielp met het leggen van contacten voor vluchtroutes naar Engeland en deed mee aan overvallen op plaatsen in Friesland die voor de bezetter belangrijke waren. Hij werkte in de herfst van 1942 mee aan een aantal overvallen, zoals de overval op het stadhuis van Bolsward, waar kort daarop het arbeidsbureau in dezelfde plaats in brand werd gestoken. Joustra werkte op 14 oktober mee aan de kraak op het kantoor van de distributiedienst in Joure en op 23 oktober 1942 speelde hij een rol bij de overval op het distributiekantoor van Wommels.
Deze activiteiten zorgden ervoor dat hij bekend kwam te staan bij de Duitsers en zo kwam er dan ook in het politieblad te staan dat er een prijs van tienduizend gulden op zijn hoofd was gezet. Joustra dook onder, naam de schuilnaam ‘Rinke’ aan en kwam terecht bij de knokploeg van Haarlem. Nadat hij toch weer naar het noorden getrokken was, ging hij zich bezighouden met de distributiezaken in het Drentse Schoonoord
Joustra werd in mei 1944 is Assen gearresteerd en getransporteerd naar het concentratiekamp in Vught. Hier werd Joustra op 22 augustus 1944 door de bezetter gefusilleerd. Op de gedenksteen en in een advertentie in het Friesch Dagblad staat als dag van executie 18 augustus vermeld. Dat is niet in overeenstemming met de in een document uit het concentratiekamp vermelde datum 22 augustus.
Andries Joustra werd tijdens zijn rouwdienst getypeerd als een zeer actief ondergronds strijder die op een positieve manier het vuurpeloton tegemoet zou zijn getreden. Deze rouwdienst werd pas gehouden op 12 juli 1945, ten eerste omdat de oorlog nog bezig was toen hij werd gefusilleerd, maar ten tweede ook omdat zijn familie pas op 6 juli 1945 het bericht had gekregen dat Joustra was overleden. Na dit nieuws werd er meteen een rouwdienst georganiseerd die ds. D.C. Tiemens van Idskenhuizen in de destijds gereformeerde kerk leidde.

## Locatie en vormgeving
Het oorlogsmonument is een plaquette van natuursteen, ingemetseld in de zuidmuur van de toren van de Martinikerk te Oosterend.
Op de gedenkplaat van circa twee vierkante meter staat dat het een aandenken aan Andries Joustra is, met zijn geboortedatum en -plaats en hetzelfde voor zijn overlijden. Daaronder staat een Friese tekst. Deze betekent vertaald in het Nederlands:
Gevallen in de strijd tegen onrecht en slavernij, dat wij in vrede voor recht en vrijheid waken.

## Plaatsing van de gedenksteen
Het monument is ontworpen door Auke Hellinga in de jaren na de oorlog. Wanneer het monument precies is ingemetseld is onbekend, maar in ieder geval na de rouwdienst, dus na 12 juli 1945, en voor 5 mei 1949, aangezien dit de eerste keer is dat het monument wordt genoemd. De kans is groot dat het niet ver voor deze eerste benoeming moet zijn geweest, omdat het anders eerder in een krant zou zijn genoemd en omdat in dit eerste krantenbericht uitdrukkelijk wordt gezegd dat de steen in de toren is aangebracht, waar er in latere benoemingen alleen over ‘de gedenksteen’ wordt gepraat. In de kerk van Oosterend bevindt zich nog een andere gedenksteen waarvan in deze krant wordt gezegd dat deze op 4 mei 1949 is opgesteld. Het monument van Andries Joustra wordt even later in het artikel ook genoemd. Dit betekent dus dat dit monument er al was.

## Plechtigheden
In de Leeuwarder Courant van 5 mei 1949 wordt voor het eerste het monument genoemd. In een artikel worden herdenkingen die in de provincie Friesland zijn gehouden op 4 mei opgenoemd, waarbij werd vermeld dat er bloemen werden gelegd voor de steen ter nagedachtenis aan Andries Joustra. In de Leeuwarder Courant van 6 mei 1952 is beschreven hoe het volk, terwijl de vlaggen halfstok hingen en de klok luidde, naar de kerk liep om bij de gedenksteen van Andries Joustra te blijven staan. Nadat de klok acht uur had geluid, begon het korps te spelen en werden er bloemen gelegd. Deze plechtigheid wordt nog steeds ieder jaar bij dodenherdenking gehouden.

## Varia
- In de kerk van Oosterend bevindt zich nog een ander oorlogsmonument, namelijk een gedenksteen van Enne Bruinsma. Dit was een andere verzetsman die werd omgebracht door de bezetter.
- In Oosterend is een straat naar Andries Joustra vernoemd: de Andries Joustrastrjitte.